# Death March to the Parallel World Rhapsody
Death March to the Parallel World Rhapsody, connue au Japon sous le nom de Death march kara hajimaru isekai kyōsōkyoku (デスマーチからはじまる異世界狂想曲, Desu māchi kara hajimaru isekai kyōsōkyoku, litt. « Le commencement de la rhapsodie de l'autre monde à partir de la marche de la mort »), abrégée Deathma (デスマ, Desuma), est une série de light novel japonais écrite par Hiro Ainana. Publiée à l'origine comme une websérie sur le site Shōsetsuka ni narō, la série est éditée par Kadokawa (anciennement Fujimi Shobo) avec des illustrations de shri depuis juillet 2014, dont trente-trois volumes ont été publiés à ce jour.
La série a été adaptée en manga par Megumi Ayu ; cette adaptation est prépubliée dans le magazine de prépublication Age Premium du même éditeur jusqu'à ce que le magazine ait cessé sa publication, transférant le manga au Monthly Dragon Age. Un manga spin-off, dessiné par Akira Segami, est publié dans le Monthly Dragon Age entre février et juillet 2018,.
Une adaptation en série télévisée d'animation par Silver Link est diffusée pour la première fois au Japon entre le 11 janvier et le 29 mars 2018,.

## Intrigue
Ichirō Suzuki est un développeur qui était censé faire une sieste, mais se réveille curieusement dans un autre monde sous l'apparence d'un adolescent. Ce monde serait en fait celui du jeu sur lequel il travaillait avant sa sieste. Perdu et tentant de comprendre ce qui lui est arrivé, il se fait soudainement attaquer par un groupe d'hommes-lézards. Afin de survivre, il utilise les sorts offerts aux nouveaux joueurs et décime la totalité des ennemis, il voit ainsi son niveau augmenter démesurément et amasse un énorme butin. Malgré cela, il fait le choix de rester discret et décide d'employer son pseudonyme Satou Pendragon dans le but de découvrir ce nouveau monde et d'y rencontrer de nouvelles personnes…

## Personnages

### Groupe de Satou
Satou Pendragon (サトゥー・ペンドラゴン, Satō Pendoragon)
Voix japonaise : Shun Horie,, voix française : Alexandre Crepet
Il est le personnage principal de la série. Sa véritable identité est Ichirō Suzuki (鈴木一郎, Suzuki Ichirō), un programmeur japonais de 29 ans qui a été transporté dans un autre monde sous l'apparence d'un adolescent. En utilisant l'un des trois capacités spéciales en sa possession, la « Pluie de météorites », Satou a décimé une grande armée hostile composée d'ennemis de haut niveau, passant instantanément du niveau 1 au niveau 310 et peut désormais améliorer au maximum de nombreuses compétences. Il a également récolté une somme énorme en objets de valeur et en argent. Il reste tout de même discret à propos de cela. Depuis ce moment, il explore le monde, appréciant son voyage tout en essayant de saisir sur sa situation actuelle.
Liza (リザ, Riza)
Voix japonaise : Minami Tsuda,, voix française : Helena Coppejans
Une esclave demi-humaine avec une peau de lézard aux longs cheveux roux et au corps mince, elle est âgée de 18 ans. Elle s'occupe de Pochi et Tama même après qu'elles soient libérées par Satou et ont rejoint son groupe.
Minette (タマ, Tama)
Voix japonaise : Kaya Okuno,
Une esclave nekomimi à la chevelure blanche et courte, âgée de 10 ans, également relâchée par Satou et est devenue un membre de son groupe avec Lassie et Liza.
Lassie (ポチ, Pochi)
Voix japonaise : Hiyori Kono,, voix française : Shérine Seyad
Une enfant inumimi de 10 ans à la coupe au carré brune. Elle était une esclave jusqu'à ce que Satou la libère, elle voyage avec lui depuis.
Arisa (アリサ, Arisa)
Voix japonaise : Aoi Yūki,, voix française : Marie Du Bled
La jeune princesse déchue du royaume disparu de Kubolck âgée de 11 ans. Elle est devenue une esclave après avoir été renversée, jusqu'à ce qu'elle soit aussi libérée par Satou. Elle est en réalité une femme décédée sur Terre et qui s'est réincarnée dans le monde actuel, ayant ainsi un comportement beaucoup plus mature que les autres filles du groupe de Satou, malgré sa jeune apparence.
Lulu (ルル)
Voix japonaise : Marika Hayase,, voix française : Lise Leclercq
La sœur illégitime d'Alisa âgée de 14 ans. C'est une jeune esclave dont l'arrière-grand-père était japonais. Bien que Satou la considère comme belle selon les critères des Japonais, ses cheveux noirs et ses traits asiatiques sont considérés comme peu attrayants par les hommes du monde actuel. Elle est libérée par Satou avec Arisa et rejoint également son groupe.
Misanalia Bolwenane (ミサナリーア・ボルエナン, Misanarīa Boruenan)
Voix japonaise : Airi Eino, voix française : Aaricia Dubois
Elle est surnommée Mīa (ミーア). Une jeune elfe aux capacités magiques latentes qui a été la cible de bandits jusqu'à ce que Satou et ses amies la sauvent. Elle rejoint ensuite le groupe de Satou qui assume la tâche de l'escorter jusque chez elle. Elle est ensuite enlevée par Zen et rejoint le groupe pour de bon après que Satou l'ait à nouveau sauvée.
Nana (ナナ)
Voix japonaise : Kiyono Yasuno
Une homunculus créée avec de la magie et sauvée par Satou avec toutes ses sœurs après l'effondrement du donjon de Zen. Alors que Satou envoie ses sœurs en mission de reconnaissance à travers le monde, Nana, qui est la plus proche de Satou, reste à ses côtés pour le servir à sa guise.

### Autres
Zena Marientel (ゼナ・マリエンテール, Marientēru Zena)
Voix japonaise : Rie Takahashi, voix française : Marie Braam
Elle est une mage-soldat excellant dans l'art du vent âgée de 17 ans. Elle est aussi la première personne avec qui Satou communique en arrivant dans ce monde. Elle a rejoint l'armée pour éviter d'être mariée à un noble par ses parents, mais elle semble être à l'aise avec Satou.
Martha (マーサ, Māsa)
Voix japonaise : Nanami Atsugi, voix française : Nancy Philippot
Elle est la fille de Mosa et une serveuse à l'auberge de l'Entrée. Elle a 13 ans.
Mosa (モーサ)
Voix japonaise : Yūko Gotō, voix française : Fabienne Loriaux
La gérante de l'auberge de l'Entrée âgée de 31 ans. Martha est sa fille.
Yuni (ユニ)
Voix japonaise : Ryōna Kuchioka
Une jeune fille travaillant à l'auberge de l'Entrée.

## Productions et supports

### Light novel
Hiro Ainana avait initialement publié Death March to The Parallel World Rhapsody en websérie sur le site Shōsetsuka ni narō entre le 3 mars 2013 et le 8 mars 2020. La maison d'édition Fujimi Shobo (devenue par la suite Kadokawa) a acquis les droits d'édition du roman et l'a adapté en format light novel avec des illustrations de shri, dont le premier volume est publié le 17 mars 2014,. À ce jour, trente-trois volumes principaux ont été publiés. L'auteur a indiqué que la version light novel se conclura d'une manière différente de celle la version web.
Une histoire parallèle a été publiée en janvier 2018.

#### Liste des volumes
| no   | Japonais                                                                                  | Japonais         | Japonais                                                                 |
| no   | Titre                                                                                     | Date de sortie   | ISBN                                                                     |
| ---- | ----------------------------------------------------------------------------------------- | ---------------- | ------------------------------------------------------------------------ |
| 1    | Death March to the Parallel World Rhapsody (デスマーチからはじまる異世界狂想曲)           | 17 mars 2014     | 978-4-0407-0084-7                                                        |
| 2    | Death March to the Parallel World Rhapsody 2 (デスマーチからはじまる異世界狂想曲2)        | 16 juillet 2014  | 978-4-0407-0307-7                                                        |
| 3    | Death March to the Parallel World Rhapsody 3 (デスマーチからはじまる異世界狂想曲3)        | 20 novembre 2014 | 978-4-0407-0308-4                                                        |
| 4    | Death March to the Parallel World Rhapsody 4 (デスマーチからはじまる異世界狂想曲4)        | 18 avril 2015    | 978-4-0407-0596-5                                                        |
| 5    | Death March to the Parallel World Rhapsody 5 (デスマーチからはじまる異世界狂想曲5)        | 20 août 2015     | 978-4-0407-0707-5                                                        |
| 6    | Death March to the Parallel World Rhapsody 6 (デスマーチからはじまる異世界狂想曲6)        | 10 décembre 2015 | 978-4-0407-0708-2                                                        |
| 7    | Death March to the Parallel World Rhapsody 7 (デスマーチからはじまる異世界狂想曲7)        | 9 avril 2016     | 978-4-0407-0872-0                                                        |
| 8    | Death March to the Parallel World Rhapsody 8 (デスマーチからはじまる異世界狂想曲8)        | 10 août 2016     | 978-4-0407-2018-0                                                        |
| 9    | Death March to the Parallel World Rhapsody 9 (デスマーチからはじまる異世界狂想曲9)        | 10 décembre 2016 | 978-4-0407-2126-2                                                        |
| 10   | Death March to the Parallel World Rhapsody 10 (デスマーチからはじまる異世界狂想曲10)      | 10 avril 2017    | 978-4-0407-2257-3                                                        |
| 11   | Death March to the Parallel World Rhapsody 11 (デスマーチからはじまる異世界狂想曲11)      | 10 août 2017     | 978-4-0407-2405-8                                                        |
| 12   | Death March to the Parallel World Rhapsody 12 (デスマーチからはじまる異世界狂想曲12)      | 10 décembre 2017 | 978-4-0407-2409-6                                                        |
| Ex   | Death March to the Parallel World Rhapsody Ex (デスマーチからはじまる異世界狂想曲 Ex)     | 10 janvier 2018  | 978-4-0407-2576-5                                                        |
| 13   | Death March to the Parallel World Rhapsody 13 (デスマーチからはじまる異世界狂想曲13)      | 10 mars 2018     | 978-4-0407-2575-8                                                        |
| 14   | Death March to the Parallel World Rhapsody 14 (デスマーチからはじまる異世界狂想曲14)      | 10 juillet 2018  | 978-4-0407-2800-1                                                        |
| 15   | Death March to the Parallel World Rhapsody 15 (デスマーチからはじまる異世界狂想曲15)      | 10 novembre 2018 | 978-4-0407-2793-6                                                        |
| 16   | Death March to the Parallel World Rhapsody 16 (デスマーチからはじまる異世界狂想曲16)      | 9 mars 2019      | 978-4-0407-2802-5                                                        |
| 17   | Death March to the Parallel World Rhapsody 17 (デスマーチからはじまる異世界狂想曲17)      | 9 août 2019      | 978-4-0407-3243-5                                                        |
| 18   | Death March to the Parallel World Rhapsody 18 (デスマーチからはじまる異世界狂想曲18)      | 9 novembre 2019  | 978-4-0407-3244-2                                                        |
| 19   | Death March to the Parallel World Rhapsody 19 (デスマーチからはじまる異世界狂想曲19)      | 10 mars 2020     | 978-4-04-073245-9 (édition standard) 978-4-04-073445-3 (édition limitée) |
| 20   | Death March to the Parallel World Rhapsody 20 (デスマーチからはじまる異世界狂想曲20)      | 10 juillet 2020  | 978-4-04-073246-6                                                        |
| 21   | Death March to the Parallel World Rhapsody 21 (デスマーチからはじまる異世界狂想曲21)      | 10 novembre 2020 | 978-4-04-073865-9                                                        |
| 22   | Death March to the Parallel World Rhapsody 22 (デスマーチからはじまる異世界狂想曲22)      | 9 avril 2021     | 978-4-04-073866-6                                                        |
| 23   | Death March to the Parallel World Rhapsody 23 (デスマーチからはじまる異世界狂想曲23)      | 9 juillet 2021   | 978-4-04-074156-7                                                        |
| Ex 2 | Death March to the Parallel World Rhapsody Ex 2 (デスマーチからはじまる異世界狂想曲 Ex 2) | 10 août 2021     | 978-4-04-074190-1                                                        |
| 24   | Death March to the Parallel World Rhapsody 24 (デスマーチからはじまる異世界狂想曲24)      | 10 février 2022  | 978-4-04-074302-8 (édition standard) 978-4-04-074305-9 (édition limitée) |
| 25   | Death March to the Parallel World Rhapsody 25 (デスマーチからはじまる異世界狂想曲25)      | 9 mai 2022       | 978-4-04-074550-3                                                        |
| 26   | Death March to the Parallel World Rhapsody 26 (デスマーチからはじまる異世界狂想曲26)      | 9 septembre 2022 | 978-4-04-074663-0                                                        |
| 27   | Death March to the Parallel World Rhapsody 27 (デスマーチからはじまる異世界狂想曲27)      | 10 janvier 2023  | 978-4-04-074817-7                                                        |
| 28   | Death March to the Parallel World Rhapsody 28 (デスマーチからはじまる異世界狂想曲28)      | 9 juin 2023      | 978-4-04-075006-4                                                        |
| 29   | Death March to the Parallel World Rhapsody 29 (デスマーチからはじまる異世界狂想曲29)      | 9 février 2024   | 978-4-04-075155-9                                                        |
| 30   | Death March to the Parallel World Rhapsody 30 (デスマーチからはじまる異世界狂想曲30)      | 10 juillet 2024  | 978-4-04-075533-5                                                        |
| 31   | Death March to the Parallel World Rhapsody 31 (デスマーチからはじまる異世界狂想曲31)      | 9 novembre 2024  | 978-4-04-075655-4                                                        |
| Ex 3 | Death March to the Parallel World Rhapsody Ex 3 (デスマーチからはじまる異世界狂想曲 Ex 3) | 10 décembre 2024 | 978-4-04-075572-4                                                        |
| 32   | Death March to the Parallel World Rhapsody 32 (デスマーチからはじまる異世界狂想曲32)      | 10 mars 2025     | 978-4-04-075853-4                                                        |
| 33   | Death March to the Parallel World Rhapsody 33 (デスマーチからはじまる異世界狂想曲33)      | 8 août 2025      | 978-4-04-076051-3                                                        |

### Manga
Une adaptation manga des light novel par Megumi Ayu était prépubliée dans le magazine de prépublication de manga Age Premium de Fujimi Shobo depuis le 18 novembre 2016,,. Age Premium a cessé sa publication avec son 49e numéro le 9 juillet 2016, et le manga était l'un des cinq titres qui ont été transférés au Monthly Dragon Age. À ce jour, dix-huit volumes tankōbon ont été publiés.
Dessiné par Akira Segami, Death march kara hajimaru isekai kyōsōkyoku EX: Arisa no isekai funtōki (デスマーチからはじまる異世界狂想曲 EX アリサの異世界奮闘記, litt. « Le récit de la lutte dans un autre monde d'Arisa ») est un manga spin-off dont l'histoire se déroule avant celui de l'histoire principale et suit le personnage d'Arisa avant de devenir l'esclave de Satō. Celui-ci est lancé dans le numéro du 9 février 2018 du Monthly Dragon Age,. Le dernier chapitre est publié le 9 juillet 2018. L'unique volume tankōbon est publié le 9 août 2018.

#### Liste des volumes

##### Death march kara hajimaru isekai kyōsōkyoku
| no         | Japonais         | Japonais          |
| no         | Date de sortie   | ISBN              |
| ---------- | ---------------- | ----------------- |
| 1          | 18 août 2015     | 978-4-04-070576-7 |
| 2          | 5 décembre 2015  | 978-4-04-070784-6 |
| 3          | 9 août 2016      | 978-4-04-070991-8 |
| 4          | 10 décembre 2016 | 978-4-04-072114-9 |
| 5          | 10 août 2017     | 978-4-04-072387-7 |
| 6          | 9 décembre 2017  | 978-4-04-072527-7 |
| 7          | 9 août 2018      | 978-4-04-072837-7 |
| 8          | 9 mars 2019      | 978-4-04-073091-2 |
| 9          | 9 octobre 2019   | 978-4-0407-3354-8 |
| 10         | 9 mai 2020       | 978-4-0407-3650-1 |
| 11         | 9 décembre 2020  | 978-4-0407-3899-4 |
| 12         | 9 juillet 2021   | 978-4-0407-4169-7 |
| 13         | 9 février 2022   | 978-4-04-074426-1 |
| Anthologie | 9 février 2022   | 978-4-04-074436-0 |
| 14         | 9 août 2022      | 978-4-04-074634-0 |
| 15         | 9 mars 2023      | 978-4-04-074900-6 |
| 16         | 6 octobre 2023   | 978-4-04-075166-5 |
| 17         | 9 mai 2024       | 978-4-04-075433-8 |
| 18         | 9 décembre 2024  | 978-4-04-075702-5 |

##### EX: Arisa no isekai funtōki
| no | Japonais       | Japonais          |
| no | Date de sortie | ISBN              |
| -- | -------------- | ----------------- |
| 1  | 9 août 2018    | 978-4-04-072845-2 |

### Anime
Une adaptation en anime a été annoncée via une bande enveloppante sur le quatrième volume du manga le 10 décembre 2016,,. Il s'agit d'une série télévisée dont Shin Ōnuma en est le réalisateur au studio d'animation Silver Link avec Kento Shimoyama au niveau des scripts, Shoko Takimoto pour les chara-designs et MONACA qui compose la musique au studio DIVE II Entertainment,,,. Composée de 12 épisodes, la série est diffusée pour la première fois au Japon entre le 11 janvier et le 29 mars 2018 sur AT-X et un peu plus tard sur Tokyo MX, BS11, SUN,. Crunchyroll détient les droits de diffusion en streaming de l'anime dans le monde entier, excepté en Asie. Une version doublée en français de la série est également disponible sur Crunchyroll en streaming depuis le 27 juillet 2019.
L'opening Slide Ride (スライドライド, Suraidoraido) est réalisé par le groupe Run Girls, Run!, tandis que l'ending Suki no Skill (スキノスキル, Sukinosukiru) est interprété par le groupe Wake Up, Girls!,,.

#### Liste des épisodes
| No | Titre français                                                              | Titre japonais                       | Titre japonais                           | Date de 1re diffusion |
| No | Titre français                                                              | Kanji                                | Rōmaji                                   | Date de 1re diffusion |
| -- | --------------------------------------------------------------------------- | ------------------------------------ | ---------------------------------------- | --------------------- |
| 1  | Le cataclysme venant d'une death march                                      | デスマーチからはじまる天変地異       | Desumāchi kara hajimaru tenpenchii       | 11 janvier 2018       |
| 2  | La promenade en ville venant d'une death march                              | デスマーチからはじまる市内散策       | Desumāchi kara hajimaru shinai sansaku   | 18 janvier 2018       |
| 3  | L'histoire d'amour venant d'une death march                                 | デスマーチからはじまる恋愛事情       | Desumāchi kara hajimaru ren'ai jijō      | 25 janvier 2018       |
| 4  | L'exploration d'un labyrinthe venant d'une death march                      | デスマーチからはじまる迷宮探索       | Desumāchi kara hajimaru meikyū tansaku   | 1er février 2018      |
| 5  | La princesse folle venant d'une death march                                 | デスマーチからはじまる乱心王女       | Desumāchi kara hajimaru ranshin ōjo      | 8 février 2018        |
| 6  | La défense de la ville venant d'une death march                             | デスマーチからはじまる都市防衛       | Desumāchi kara hajimaru toshi bōei       | 15 février 2018       |
| 7  | L'initiation au camping venant d'une death march                            | デスマーチからはじまる野営訓練       | Desu māchi kara hajimaru yaei kunren     | 22 février 2018       |
| 8  | La jeunesse éternelle venant d'une death march                              | デスマーチからはじまる不老不死       | Desu māchi kara hajimaru furōfushi       | 1er mars 2018         |
| 9  | La profonde affection venant d'une death march                              | デスマーチからはじまる情緒纒綿       | Desu māchi kara hajimaru jōcho tenmen    | 8 mars 2018           |
| 10 | La mélodie de chasse venant d'une death march                               | デスマーチからはじまる狩猟楽曲       | Desu māchi kara hajimaru shuryō gakkyoku | 15 mars 2018          |
| 11 | Le complot imaginaire venant d'une death march                              | デスマーチからはじまる幻想陰謀       | Desu māchi kara hajimaru gensō inbō      | 22 mars 2018          |
| 12 | Les sentiments d'un voyageur dans un (autre) monde venant d'une death march | デスマーチからはじまる異（世）界旅情 | Desu māchi kara hajimaru i(se)kai ryojō  | 29 mars 2018          |

## Réception
La série de light novel s'est vendue en 1,1 million d'exemplaires imprimés en juillet 2017. En janvier 2018, il a été annoncé que la série avait dépassée les 2 millions d'exemplaires imprimés, light novel et mangas combinés,.

### Sources
1. ↑  (ja) « Desuma », sur Twitter (consulté le 10 août 2017)
2. 1 2  (ja) Hiro Ainana, « デスマ完結しました！ », sur Shōsetsuka ni narō,‎ 8 mars 2020 (consulté le 24 juillet 2020)
3. 1 2  (ja) Hiro Ainana, « デスマ33巻の見どころ＆表紙 », sur Shōsetsuka ni narō,‎ 3 août 2025 (consulté le 8 août 2025)
4. 1 2  (en) « Age Premium Online Manga Magazine Shuts Down », sur Anime News Network, 8 juillet 2015 (consulté le 10 août 2017)
5. 1 2 3  (en) « Death March to The Parallel World Rhapsody Novels Get Spinoff Manga », sur Anime News Network, 13 janvier 2018 (consulté le 25 janvier 2018)
6. 1 2  (en) « エイジ新連載「アルカフス」耳と尻尾が生えた不思議な友達に呼ばれ異世界へ », sur natalie.mu,‎ 9 juillet 2018 (consulté le 6 juillet 2019)
7. 1 2 3 4  (en) « Death March to the Parallel World Rhapsody Anime Reveals January Premiere, Cast for Satō », sur Anime News Network, 28 septembre 2017 (consulté le 28 septembre 2017)
8. 1 2 3 4 5 6 7 8 9 10  (en) « Death March to the Parallel World Rhapsody Anime Reveals More of Cast, January 11 Debut », sur Anime News Network, 5 décembre 2017 (consulté le 28 septembre 2017)
9. 1 2 3 4 5 6 7 8 9  (en) « Death March to The Parallel World Rhapsody (TV) », sur Anime News Network (consulté le 27 juillet 2019)
10. ↑  (en) « Death March to the Parallel World Rhapsody Anime Casts Minami Tsuda as Liza », sur Anime News Network, 2 octobre 2017 (consulté le 2 octobre 2017)
11. ↑  (en) « Death March to the Parallel World Rhapsody Anime Casts Kaya Okuno as Tama », sur Anime News Network, 1er octobre 2017 (consulté le 1er octobre 2017)
12. ↑  (en) « Death March to the Parallel World Rhapsody Anime Casts Hiyori Kono as Pochi », sur Anime News Network, 30 septembre 2017 (consulté le 30 septembre 2017)
13. ↑  (en) « Death March to the Parallel World Rhapsody Anime Casts Aoi Yūki as Arisa », sur Anime News Network, 3 octobre 2017 (consulté le 3 octobre 2017)
14. ↑  (en) « Death March to the Parallel World Rhapsody Anime Casts Marika Hayase as Lulu », sur Anime News Network, 4 octobre 2017 (consulté le 4 octobre 2017)
15. ↑  (en) « Death March to the Parallel World Rhapsody Anime Casts Rie Takahashi as Zena », sur Anime News Network, 29 septembre 2017 (consulté le 29 septembre 2017)
16. 1 2  (en) « 'Wake Up, Girls!', 'Run Girls, Run!' Groups Perform Themes for Death March to the Parallel World Rhapsody Anime », sur Anime News Network, 25 novembre 2017 (consulté le 27 novembre 2017)
17. 1 2  (en) « Yen Press Licenses Konosuba, Death March to the Parallel World Rhapsody Manga, Light Novels », sur Anime News Network, 20 mai 2016 (consulté le 10 août 2017)
18. 1 2  (en) Scott Green, « Yen Press Licenses "KonoSuba" and "Death March to the Parallel World Rhapsody!" », sur Crunchyroll, 20 mai 2016 (consulté le 10 août 2017)
19. ↑  (en) Alex Mateo, « Death March to the Parallel World Rhapsody Print Novels to Have Different Ending : Online novel series ended in March », sur Anime News Network, 22 juillet 2020 (consulté le 24 juillet 2020)
20. ↑  (ja) Hiro Ainana, « デスマEX巻の見どころ＆帯付き表紙公開 », sur Shōsetsuka ni narō,‎ 5 janvier 2018 (consulté le 16 avril 2019)
21. ↑  (ja) « デスマーチからはじまる異世界狂想曲 », sur Kadokawa Corporation (consulté le 10 août 2017)
22. ↑  (ja) « Death March Manga » (version du 2 novembre 2014 sur Internet Archive)
23. ↑  (ja) « 【12月9日付】本日発売の単行本リスト », sur natalie.mu,‎ 9 décembre 2024 (consulté le 9 décembre 2024)
24. 1 2  (ja) « 『デスマーチからはじまる異世界狂想曲』より外伝コミカライズ『アリサの異世界奮闘記』の連載が決定 », sur ln-news.com,‎ 17 janvier 2018 (consulté le 25 janvier 2018)
25. ↑  (ja) « 「デスマ」アリサ主役のスピンオフがマンガ化、ドラゴンエイジで開始 », sur natalie.mu,‎ 9 février 2018 (consulté le 21 août 2018)
26. ↑  (ja) « 「デスマーチからはじまる異世界狂想曲」7巻＆アリサ主役のスピンオフ同時発売 », sur natalie.mu,‎ 9 août 2018 (consulté le 21 août 2018)
27. ↑  (en) « Death March to the Parallel World Rhapsody Light Novel Series Gets Anime », sur Anime News Network, 8 décembre 2016 (consulté le 10 août 2017)
28. 1 2  « Le roman Death March kara Hajimaru Isekai Kyusoukyoku adapté en anime », sur adala-news, 7 décembre 2016 (consulté le 10 août 2017)
29. 1 2  mrs_smith, « Résumé de l'actualité : lundi 7 août 2017 », sur Crunchyroll, 7 août 2017 (consulté le 10 août 2017)
30. ↑  (en) « Death March to the Parallel World Rhapsody Anime Reveals Teaser Visual, Staff », sur Anime News Network, 7 août 2017 (consulté le 10 août 2017)
31. ↑  (en) « Death March to the Parallel World Rhapsody Anime Listed With 12 Episodes », sur Anime News Network, 12 janvier 2018 (consulté le 12 janvier 2018)
32. ↑  (ja) « 放送日時決定！ »,‎ 5 décembre 2017 (consulté le 5 décembre 2017)
33. ↑  GoToon, « ANNONCE : date et heure de diffusion de Death March to the Parallel World Rhapsody cet hiver sur Crunchyroll : Quand un programmeur se retrouve dans son jeu », sur Crunchyroll, 10 janvier 2018 (consulté le 11 janvier 2018)
34. ↑  GoToon, « ANNONCE : de nouvelles VF prochainement sur Crunchyroll : DARLING in the FRANXX, le film de Tanya… », sur Crunchyroll, 6 juillet 2019 (consulté le 26 juillet 2019)
35. ↑  (ja) « OP », sur Site officiel (consulté le 27 novembre 2017)
36. ↑  (ja) « ED », sur Site officiel (consulté le 27 novembre 2017)

### Œuvres
Édition japonaise
Light novel
1. 1 2  (ja) « デスマーチからはじまる異世界狂想曲 », sur Kadokawa Corporation (consulté le 10 août 2017)
2. 1 2  (ja) « デスマーチからはじまる異世界狂想曲2 », sur Kadokawa Corporation (consulté le 10 août 2017)
3. 1 2  (ja) « デスマーチからはじまる異世界狂想曲3 », sur Kadokawa Corporation (consulté le 10 août 2017)
4. 1 2  (ja) « デスマーチからはじまる異世界狂想曲4 », sur Kadokawa Corporation (consulté le 10 août 2017)
5. 1 2  (ja) « デスマーチからはじまる異世界狂想曲5 », sur Kadokawa Corporation (consulté le 10 août 2017)
6. 1 2  (ja) « デスマーチからはじまる異世界狂想曲6 », sur Kadokawa Corporation (consulté le 10 août 2017)
7. 1 2  (ja) « デスマーチからはじまる異世界狂想曲7 », sur Kadokawa Corporation (consulté le 10 août 2017)
8. 1 2  (ja) « デスマーチからはじまる異世界狂想曲8 », sur Kadokawa Corporation (consulté le 10 août 2017)
9. 1 2  (ja) « デスマーチからはじまる異世界狂想曲9 », sur Kadokawa Corporation (consulté le 10 août 2017)
10. 1 2  (ja) « デスマーチからはじまる異世界狂想曲10 », sur Kadokawa Corporation (consulté le 10 août 2017)
11. 1 2  (ja) « デスマーチからはじまる異世界狂想曲11 », sur Kadokawa Corporation (consulté le 10 août 2017)
12. 1 2  (ja) « デスマーチからはじまる異世界狂想曲12 », sur Kadokawa Corporation (consulté le 10 août 2017)
13. 1 2  (ja) « デスマーチからはじまる異世界狂想曲Ex », sur Kadokawa Corporation (consulté le 11 janvier 2018)
14. 1 2  (ja) « デスマーチからはじまる異世界狂想曲13 », sur Kadokawa Corporation (consulté le 3 mars 2018)
15. 1 2  (ja) « デスマーチからはじまる異世界狂想曲14 », sur Kadokawa Corporation (consulté le 19 juin 2018)
16. 1 2  (ja) « デスマーチからはじまる異世界狂想曲15 », sur Kadokawa Corporation (consulté le 12 novembre 2018)
17. 1 2  (ja) « デスマーチからはじまる異世界狂想曲16 », sur Kadokawa Corporation (consulté le 16 avril 2019)
18. 1 2  (ja) « デスマーチからはじまる異世界狂想曲17 », sur Kadokawa Corporation (consulté le 6 juillet 2019)
19. 1 2  (ja) « デスマーチからはじまる異世界狂想曲18 », sur Kadokawa Corporation (consulté le 16 octobre 2019)
20. 1 2  (ja) « デスマーチからはじまる異世界狂想曲19 », sur Kadokawa Corporation (consulté le 28 juin 2020)
21. ↑  (ja) « デスマーチからはじまる異世界狂想曲19 ドラマCD付き特装版 », sur Kadokawa Corporation (consulté le 28 juin 2020)
22. 1 2  (ja) « デスマーチからはじまる異世界狂想曲20 », sur Kadokawa Corporation (consulté le 28 juin 2020)
23. 1 2  (ja) « デスマーチからはじまる異世界狂想曲21 », sur Kadokawa Corporation (consulté le 9 janvier 2021)
24. 1 2  (ja) « デスマーチからはじまる異世界狂想曲22 », sur Kadokawa Corporation (consulté le 27 mars 2021)
25. 1 2  (ja) « デスマーチからはじまる異世界狂想曲23 », sur Kadokawa Corporation (consulté le 22 novembre 2021)
26. 1 2  (ja) « デスマーチからはじまる異世界狂想曲Ex 2 », sur Kadokawa Corporation (consulté le 22 novembre 2021)
27. 1 2  (ja) « デスマーチからはじまる異世界狂想曲24 », sur Kadokawa Corporation (consulté le 22 novembre 2021)
28. ↑  (ja) « デスマーチからはじまる異世界狂想曲24 ドラマCD付き特装版 », sur Kadokawa Corporation (consulté le 22 novembre 2021)
29. 1 2  (ja) « デスマーチからはじまる異世界狂想曲25 », sur Kadokawa Corporation (consulté le 28 mai 2022)
30. 1 2  (ja) « デスマーチからはじまる異世界狂想曲26 », sur Kadokawa Corporation (consulté le 27 juillet 2022)
31. 1 2  (ja) « デスマーチからはじまる異世界狂想曲27 », sur Kadokawa Corporation (consulté le 25 novembre 2022)
32. 1 2  (ja) « デスマーチからはじまる異世界狂想曲28 », sur Kadokawa Corporation (consulté le 1er mai 2023)
33. 1 2  (ja) « デスマーチからはじまる異世界狂想曲29 », sur Kadokawa Corporation (consulté le 14 août 2023)
34. 1 2  (ja) « デスマーチからはじまる異世界狂想曲30 », sur Kadokawa Corporation (consulté le 10 août 2024)
35. 1 2  (ja) « デスマーチからはじまる異世界狂想曲31 », sur Kadokawa Corporation (consulté le 10 octobre 2024)
36. 1 2  (ja) « デスマーチからはじまる異世界狂想曲Ex 3 », sur Kadokawa Corporation (consulté le 4 novembre 2024)
37. 1 2  (ja) « デスマーチからはじまる異世界狂想曲32 », sur Kadokawa Corporation (consulté le 3 mars 2025)
38. 1 2  (ja) « デスマーチからはじまる異世界狂想曲33 », sur Kadokawa Corporation (consulté le 20 juin 2025)

Manga
Death march kara hajimaru isekai kyōsōkyoku
1. 1 2  (ja) « デスマーチからはじまる異世界狂想曲1 », sur Kadokawa (consulté le 10 août 2017)
2. 1 2  (ja) « デスマーチからはじまる異世界狂想曲2 », sur Kadokawa (consulté le 10 août 2017)
3. 1 2  (ja) « デスマーチからはじまる異世界狂想曲3 », sur Kadokawa (consulté le 10 août 2017)
4. 1 2  (ja) « デスマーチからはじまる異世界狂想曲4 », sur Kadokawa (consulté le 10 août 2017)
5. 1 2  (ja) « デスマーチからはじまる異世界狂想曲5 », sur Kadokawa (consulté le 10 août 2017)
6. 1 2  (ja) « デスマーチからはじまる異世界狂想曲6 », sur Kadokawa (consulté le 11 janvier 2018)
7. 1 2  (ja) « デスマーチからはじまる異世界狂想曲7 », sur Kadokawa (consulté le 21 août 2018)
8. 1 2  (ja) « デスマーチからはじまる異世界狂想曲8 », sur Kadokawa (consulté le 16 avril 2019)
9. 1 2  (ja) « デスマーチからはじまる異世界狂想曲9 », sur Kadokawa (consulté le 16 octobre 2019)
10. 1 2  (ja) « デスマーチからはじまる異世界狂想曲10 », sur Kadokawa (consulté le 24 mai 2020)
11. 1 2  (ja) « デスマーチからはじまる異世界狂想曲11 », sur Kadokawa (consulté le 9 janvier 2021)
12. 1 2  (ja) « デスマーチからはじまる異世界狂想曲12 », sur Kadokawa (consulté le 2 juillet 2021)
13. 1 2  (ja) « デスマーチからはじまる異世界狂想曲13 », sur Kadokawa (consulté le 2 juillet 2021)
14. 1 2  (ja) « デスマーチからはじまる異世界狂想曲 コミックアンソロジー », sur Kadokawa (consulté le 2 juillet 2021)
15. 1 2  (ja) « デスマーチからはじまる異世界狂想曲14 », sur Kadokawa (consulté le 2 juillet 2021)
16. 1 2  (ja) « デスマーチからはじまる異世界狂想曲15 », sur Kadokawa (consulté le 28 mars 2023)
17. 1 2  (ja) « デスマーチからはじまる異世界狂想曲16 », sur Kadokawa (consulté le 14 août 2023)
18. 1 2  (ja) « デスマーチからはじまる異世界狂想曲17 », sur Kadokawa (consulté le 19 avril 2024)
19. 1 2  (ja) « デスマーチからはじまる異世界狂想曲18 », sur Kadokawa (consulté le 4 novembre 2024)

Death march kara hajimaru isekai kyōsōkyoku EX: Arisa no isekai funtōki
1. 1 2  (ja) « デスマーチからはじまる異世界狂想曲 Ex アリサ王女の異世界奮闘記 », sur Kadokawa (consulté le 21 août 2018)